# ادوارد گاسپاریان
ادوارد مخیتاری گاسپاریان (ارمنی: Էդուարդ Մխիթարի Գասպարյան؛  زادهٔ ۵ اوت ۱۹۵۰) بازیگر اهل ارمنستان است.

## زندگی‌نامه
وی در ۵ اوت ۱۹۵۰ در تفلیس به دنیا آمد و از آکادمی دولتی هنرهای زیبای ارمنستان فارغ‌التحصیل گشت. همچنین برندهٔ جوایزی همچون هنرمند افتخاری جمهوری ارمنستان شده‌است.